# Етномовна спільність
Етномовна спільність — поняття, іноді застосовуване деякими авторами до різновиду метаетнічної спільності. Ці автори у складі метаетнічних спільнот виділяють етносоціальні спільності, які виступають найчастіше як метаетнополітичні спільності. До етномовних спільнот відносяться об'єднані за критерієм спорідненості мови: араби, германці, тюрки, слов'яни і т. д. (На відміну від метаетнічних спільнот, що об'єднуються за критерієм єдності культури, релігії чи регіону).
В. Ф. Генинг з метою наукового осмислення минулого розширив класифікацію етнічних формувань і ввів в неї етномовну спільність як таксономічний підрозділ, який, на його думку, не є реальним, усвідомленим його членами об'єднанням, а є лише категорією наукової класифікації.
Генинг В. Ф. Этнический процесс в первобытности. — Свердловск: Изд-во УГУ, 1970. — 126 с. — С. 41:

Це етномовні спільність, що включає етнічні спільноти, близькі між собою за мовою (мови однієї гілки або групи лінгвістичної класифікації) і меншою мірою за господарсько-побутовим укладом та культурою. Це так звані споріднені народи.

Поряд з етнічними спільнотами існують утворення, що охоплюють по декілька етносів, але мають етнічні властивості меншої інтенсивності, ніж кожен з таких етносів. Відповідно етномовні спільності крім основної виділяють ознаки — мови, державної належності і т. д.
З певною етномовною спільністю (наприклад, індоєвропейська — з ямною культурою, угорська — з Саргатською культурою) може ототожнюватися та чи інша культурно-історична спільність.